# Groundhog Day (musical)
Groundhog Day (El Día de la Marmota en España) es un musical basado en la película homónima de 1993, con canciones de Tim Minchin y libreto de Danny Rubin. Su trama central gira en torno a Phil Connors, un arrogante hombre del tiempo que durante la cobertura anual del Día de la Marmota en la pequeña localidad de Punxsutawney, Pensilvania, queda atrapado en un bucle temporal que le hace revivir una y otra vez la misma jornada.
El espectáculo debutó el 16 de agosto de 2016 en el Old Vic de Londres, con Andy Karl al frente del reparto, y fue nominado a ocho premios Olivier, imponiéndose finalmente en las categorías de mejor musical nuevo y mejor actor principal. A Broadway llegó un año después y desde entonces también ha podido verse en diferentes ciudades a lo largo de todo el mundo.

## Sinopsis
La acción se sitúa en Punxsutawney, una pintoresca localidad de Pensilvania donde cada 2 de febrero se celebra el Día de la Marmota para predecir el final del invierno y anunciar la llegada de la primavera. Phil Connors, un arrogante hombre del tiempo de Pittsburgh, es enviado a cubrir el evento en contra de su voluntad. Junto a él viajan la productora asociada Rita Hanson, en su primera retransmisión en remoto, y el camarógrafo Larry. De camino a Gobbler's Knob, que es donde tiene lugar la ceremonia, Phil no puede ocultar su rechazo por una tradición que considera absurda y por todo lo que la rodea. Tras una jornada de trabajo tediosa, una gran tormenta de nieve desciende sobre el pueblo por lo que el equipo se ve obligado a pasar allí la noche. A la mañana siguiente, Phil descubre atónito que vuelve a ser el Día de la Marmota y que está atrapado en un bucle temporal, aunque solo él parece darse cuenta. Cada vez que se va a dormir el ciclo se repite, con los habitantes de Punxsutawney haciendo exactamente las mismas cosas que el día anterior. Como ningún experto local es capaz de darle una respuesta, Phil aprovecha la situación para satisfacer sus deseos más caprichosos sabiendo que después no tendrá que enfrentar las consecuencias. Sin embargo, a medida que pasa el tiempo, comienza a desesperarse y decide cambiar de enfoque. ¿Podría ser que convertirse en una mejor persona contenga la clave para escapar del Día de la Marmota?

## Producciones
| Producción | Teatro                | Fecha de estreno        | Fecha de cierre          | Dirección       |
| Londres    | Old Vic               | 16 de agosto de 2016    | 17 de septiembre de 2016 | Matthew Warchus |
| Broadway   | August Wilson Theatre | 17 de abril de 2017     | 17 de septiembre de 2017 | Matthew Warchus |
| Londres    | Old Vic               | 8 de junio de 2023      | 19 de agosto de 2023     | Matthew Warchus |
| Melbourne  | Princess Theatre      | 1 de febrero de 2024    | 20 de abril de 2024      | Matthew Warchus |
| Barcelona  | Teatre Coliseum       | 23 de diciembre de 2024 | 22 de marzo de 2025      | Enric Cambray   |

Otras producciones
Groundhog Day se ha representado en países como Australia, España, Estados Unidos, Finlandia, Japón, Reino Unido o Suecia, y ha sido traducido a varios idiomas diferentes.

## Números musicales
| Acto I - «Overture» - «There Will Be Sun» - «Day One» - «Day Two» - «Day Three» - «Stuck» - «Nobody Cares» - «Philandering» - «One Day» | Acto II - «Entr'acte» - «Playing Nancy» - «Hope» - «Everything About You» - «If I Had My Time Again» - «Everything About You (Reprise)» - «Philosopher» † - «Night Will Come» - «Philanthropy» - «Punxsutawney Rock» - «Seeing You» - «Dawn» † |

† No incluido en el álbum grabado por el reparto original de Broadway

## Repartos originales
| Personaje         | Londres (2016)   | Broadway (2017)      | Londres (2023)    | Melbourne (2024)  | Barcelona (2024) |
| Phil Connors      | Andy Karl        | Andy Karl            | Andy Karl         | Andy Karl         | Roc Bernadí      |
| Rita Hanson       | Carlyss Peer     | Barrett Doss         | Tanisha Spring    | Elise McCann      | Diana Roig       |
| Larry             | Eugene McCoy     | Vishal Vaidya        | Ashlee Irish      | Kaya Byrne        | Ernest Fuster    |
| Ned Ryerson       | Andrew Langtree  | John Sanders         | Andrew Langtree   | Tim Wright        | Oriol Burés      |
| Nancy             | Georgina Hagen   | Rebecca Faulkenberry | Eve Norris        | Ashleigh Rubenach | Clàudia Bravo    |
| Mrs. Lancaster    | Julie Jupp       | Heather Ayers        | Annie Wensak      | Alison Whyte      | Júlia Bonjoch    |
| Fred              | Kieran Jae       | Gerard Canonico      | Billy Nevers      | Jacob Steen       | Pol Roselló      |
| Debbie            | Jenny O'Leary    | Katy Geraghty        | Kamilla Fernandes | Afua Adjei        | Paula Pérez      |
| Joelle            | Carolyn Maitland | Jenna Rubaii         | Aimée Fisher      | Kate Yaxley       | Júlia Bonjoch    |
| Ralph             | Jack Shalloo     | Raymond J. Lee       | Nick Hayes        | Connor Sweeney    | Alexandre Ars    |
| Gus               | Andrew Spillett  | Andrew Call          | Chris Jenkins     | Conor Neylon      | Marc Gómez       |
| Doris             | Emma Lindars     | Rheaume Crenshaw     | —                 | —                 | Joana Roselló    |
| Buster            | Mark Pollard     | Josh Lamon           | Ben Redfern       | Andrew Dunne      | Marc Gómez       |
| Sheriff           | Antonio Magro    | Sean Montgomery      | Mark Pearce       | Matthew Hamilton  | Eduard Mauri     |
| Deputy            | Roger Dipper     | Joseph Medeiros      | Durone Stokes     | Etuate Lutui      | Júlia Saura      |
| Jeff              | Ste Clough       | Travis Waldschmidt   | —                 | —                 | Oriol Burés      |
| Jenson            | Leo Andrew       | William Parry        | Jez Unwin         | Michael Linder    | Ernest Fuster    |
| Chubby Man        | David Birch      | Michael Fatica       | —                 | —                 | —                |
| Piano Teacher     | Kirsty Malpass   | Tari Kelly           | Jacqueline Hughes | Kate Cole         | Júlia Bonjoch    |
| Lady Storm Chaser | Vicki Lee Taylor | Taylor Iman Jones    | —                 | —                 | Júlia Saura      |

Reemplazos destacados en Barcelona
- Ralph: Miguel Ángel Sánchez

## Grabaciones
Hasta la fecha solo se ha editado el álbum grabado por el elenco original de Broadway, que salió a la venta el 21 de abril de 2017 e incluye un total de diecinueve pistas.

## Premios y nominaciones

### Producción original de Londres
| Año  | Premio                         | Categoría                            | Nominado                  | Resultado |
| ---- | ------------------------------ | ------------------------------------ | ------------------------- | --------- |
| 2016 | Evening Standard Theatre Award | Mejor musical                        | Mejor musical             | Nominado  |
| 2016 | Evening Standard Theatre Award | Mejor intérprete en un musical       | Andy Karl                 | Nominado  |
| 2016 | Evening Standard Theatre Award | Mejor diseño                         | Rob Howell                | Nominado  |
| 2016 | Critics' Circle Theatre Award  | Mejor musical                        | Mejor musical             | Ganador   |
| 2017 | Olivier Award                  | Mejor musical nuevo                  | Mejor musical nuevo       | Ganador   |
| 2017 | Olivier Award                  | Mejor actor principal en un musical  | Andy Karl                 | Ganador   |
| 2017 | Olivier Award                  | Mejor actor de reparto en un musical | Andrew Langtree           | Nominado  |
| 2017 | Olivier Award                  | Mejor dirección                      | Matthew Warchus           | Nominado  |
| 2017 | Olivier Award                  | Mejor coreografía                    | Peter Darling, Ellen Kane | Nominados |
| 2017 | Olivier Award                  | Mejor diseño de vestuario            | Rob Howell                | Nominado  |
| 2017 | Olivier Award                  | Mejor diseño de escenografía         | Rob Howell                | Nominado  |
| 2017 | Olivier Award                  | Mejor diseño de iluminación          | Hugh Vanstone             | Nominado  |

### Producción original de Broadway
| Año  | Premio                     | Categoría                                       | Nominado                        | Resultado |
| ---- | -------------------------- | ----------------------------------------------- | ------------------------------- | --------- |
| 2017 | Tony Award                 | Mejor musical                                   | Mejor musical                   | Nominado  |
| 2017 | Tony Award                 | Mejor actor principal en un musical             | Andy Karl                       | Nominado  |
| 2017 | Tony Award                 | Mejor dirección en un musical                   | Matthew Warchus                 | Nominado  |
| 2017 | Tony Award                 | Mejor libreto de un musical                     | Danny Rubin                     | Nominado  |
| 2017 | Tony Award                 | Mejor música original                           | Tim Minchin                     | Nominado  |
| 2017 | Tony Award                 | Mejor coreografía                               | Peter Darling, Ellen Kane       | Nominados |
| 2017 | Tony Award                 | Mejor diseño de escenografía en un musical      | Rob Howell                      | Nominado  |
| 2017 | Drama Desk Award           | Mejor actor principal en un musical             | Andy Karl                       | Ganador   |
| 2017 | Drama League Award         | Mejor musical                                   | Mejor musical                   | Nominado  |
| 2017 | Drama League Award         | Mejor intérprete                                | Andy Karl                       | Nominado  |
| 2017 | Outer Critics Circle Award | Mejor musical de Broadway nuevo                 | Mejor musical de Broadway nuevo | Nominado  |
| 2017 | Outer Critics Circle Award | Mejor actor principal en un musical             | Andy Karl                       | Ganador   |
| 2017 | Outer Critics Circle Award | Mejor dirección en un musical                   | Matthew Warchus                 | Nominado  |
| 2017 | Outer Critics Circle Award | Mejor libreto de un musical                     | Danny Rubin                     | Nominado  |
| 2017 | Outer Critics Circle Award | Mejor música original                           | Tim Minchin                     | Nominado  |
| 2017 | Chita Rivera Award         | Mejor coreografía en un espectáculo de Broadway | Peter Darling, Ellen Kane       | Nominados |
| 2017 | Theatre World Award        | Theatre World Award                             | Barrett Doss                    | Ganadora  |

### Producción de Londres de 2023
| Año  | Premio        | Categoría                   | Nominado                    | Resultado |
| ---- | ------------- | --------------------------- | --------------------------- | --------- |
| 2024 | Olivier Award | Mejor revival de un musical | Mejor revival de un musical | Nominado  |

### Producción original de Barcelona
| Año  | Premio       | Categoría                                 | Nominado                            | Resultado |
| ---- | ------------ | ----------------------------------------- | ----------------------------------- | --------- |
| 2025 | Premio Talía | Mejor espectáculo de teatro musical       | Mejor espectáculo de teatro musical | Nominado  |
| 2025 | Premio Talía | Mejor actriz de teatro musical            | Diana Roig                          | Nominada  |
| 2025 | Premio Talía | Mejor actor de teatro musical             | Roc Bernadí                         | Nominado  |
| 2025 | Premio Talía | Mejor dirección musical de teatro musical | Manu Guix                           | Nominado  |